# جهانگیر رستمف
جهانگیر رستمف (ترکی آذربایجانی: Cahangir Mahmud oğlu Rüstəmov; ۵ مارس ۱۹۲۶ – ۱۳ فوریهٔ ۲۰۰۷) نگارگر و نقاش خلق جمهوری آذربایجان بود.

## زندگی‌نامه
جهانگیر رستمف در روز ۵ ماه مارس سال ۱۹۲۶ در شهر نوخا در آذربایجان شوروی به دنیا آمد. بین سالهای ۱۹۳۹ تا ۱۹۴۱ در مدرسه دولتی هنری آذربایجان به اسم عظیم عظیم‌زاده تحصیل گرفت. به دنبال فارغ‌التحصیلی از آن مدرسه، وارد مدرسه نقاشی، مجسمه‌سازی و معماری مسکو شد. اما به دلیل مشکلات مالی خانواده اش تحصیلات خود را نیمه تمام گذاشته و به باکو برگشت.
در سال ۱۹۵۵ به عضویت اتحادیه نقاشان آذربایجان شوروی درآمد. نمایشگاه‌های اختصاصی به آثار جهانگیر رستمف در سال‌های ۱۹۵۳، ۱۹۶۲ و ۱۹۷۳ برگزار شد. آثار وی همچنین در نمایشگاه‌های نقاشان آذربایجانی که در سال ۱۹۷۹ در کشورهای خارجی برگزار شد، در معرض نمایش قرار گرفت. در سال ۲۰۰۲، نمایشگاه انفرادی جهانگیر رستمف در سالن نمایشگاه «و. صمداوا» در باکو افتتاح شد.
سالن نمایشگاه در سال ۲۰۰۷ در باکو درگذشت.

## جوایز
- نقاش خلق جمهوری آذربایجان- ۳۰ ماه سال ۲۰۰۲[۳]
- عنوان افتخار نقاش افتخاری آذربایجان شوروی- سال ۱۹۸۲